# Alloclubionoides pseudonariceus
Alloclubionoides pseudonariceus là một loài nhện trong họ Amaurobiidae.
Loài này thuộc chi Alloclubionoides. Alloclubionoides pseudonariceus được miêu tả năm 2007 bởi Zhang, Zhu & Da-xiang Song.